# Kalimullah Khan
Kalimullah Khan, född den 2 januari 1958 i Bahawalpur, Pakistan, är en pakistansk landhockeyspelare.
Han tog OS-guld i herrarnas landhockeyturnering i samband med de olympiska landhockeytävlingarna 1984 i Los Angeles.